# الازدراء
الازدراء (ويسمى أيضا مصطلح احتقاري، إهانة، مصطلح امتهان) هو كلمة أو صيغة نحوية تعبر عن دلالة سلبية أو رأي محط من قدر شخص أو شيء وتدل على عدم احترام لشخص أو شيء. ويستخدم أيضا للتعبير عن النقد أو العدوانية أو النبذ. أحيانا يعتبر مصطلح ما ازدراءً في بعض المجموعات الاجتماعية أو العرقية دون غيرها أو يكون في الأصل ازدراء ولكن تم استعماله في نهاية المطاف بمعنى غير ازدرائي (والعكس صحيح) في بعض أو كل السياقات.
وقد يتضمن الازدراء الاسمي أيضا تلميح شتمي أو محط أكثر من كونه ازدراء مباشر. في بعض الحالات، قد يتم إعادة تعريف اسم شخص بمعنى بغيض أو شتمي أو تطبيقه على مجموعة من الناس يعتبرها أحدهم أدنى أو من طبقة اجتماعية أقل كتصنيف مجموعة ما بمعنى مهين.